# イムマラドス
イムマラドス（古希: Ἰμμάραδος, Immarados）は、ギリシア神話の人物である。トラーキアないしエレウシースの王エウモルポスとダエイラの子。母ダエイラはパウサニアースによるとオーケアニデスの1人で、ヘルメース神との間にエレウシースの名祖となった英雄エレウシースを生んだ。イムマラドスはエレウシースとアテーナイとの間に戦争が起きたとき、父とともにエレウシースに味方して戦い、アテーナイ王エレクテウスに殺された。